# Lago Martiánez
Lago Martiánez, česky lze přeložit jako Jezero Martiánez, je plovárna, akvapark, zahrada a kulturní památka na pobřeží Atlantského oceánu ve městě Puerto de la Cruz v comarce Valle de La Orotava v provincii Santa Cruz de Tenerife na ostrově Tenerife na Kanárských ostrovech ve Španělsku.

## Historie a popis
Lago Martiánez je populární umělecky ztvárněná soustava umělých jezer obklopených několika bazény, vířivkou, lehátky se slunečníky, cennou zahradou, terasami, restaurací a občerstveními, uměleckými díly atp. Všechny bazény jsou zásobovány mořskou vodou prostřednictvím čerpadel. Pro chladnější dny je navíc jeden z bazénů v komplexu vyhřívaný, což umožňuje koupání každý den v roce. Místo nabízí dech beroucí výhled na oceán a monumentální sopku Pico del Teide. První část byla postavena v roce 1971 podle návrhu uznávaného lanzarotského umělce Césara Manrique. Architektura Lago Martiánez se stala v roce 1995 kulturní památkou a nese mnoho typických kanárských prvků a prvků původní flóry. Má tři části:
- San Telmo, které je nejstarší a existovalo již v 50. letech, tj. ještě před Manriqueho návrhem. V roce 2000 bylo revitalizováno v souladu dle Manriqueho ideí.
- Alisios, které je v centrální části a je tvořeno 3 většími nepravidelně tvarovanými zaoblenými bazény se zakomponovanými přírodními prvky, jako jsou čedič nebo subtropická flóra. V největším z bazénů se nachází bar, do kterého se vstupuje přes plošiny vyvýšené nad vodou. Tuto část komplexu doplňuje velká vířivka.
- Lago, kde je největší bazén a které je nejmladší částí. Jedná se o oválný bazén o rozloze přibližně 15 000 m2 s 5 ostrovy. Na největším ostrově se nacházejí zahrady, restaurace a společenský sál Andrómeda Hall, který je umístěný pod hladinou moře.

V celém prostoru převládá bílá barva, od obvodových zdí ohraničujících areál, kontrastující s dekorativními prvky s vulkanickou tematikou. Lago Martiánez nabízí prostor k rekreaci, zábavě, odpočinku i sportu pro všechny věkové kategorie. Od roku 2006 je zde také kasino.

## Další informace
Vstup, který je zpoplatněn, je možný jen v době otevíracích hodin.

## Galerie

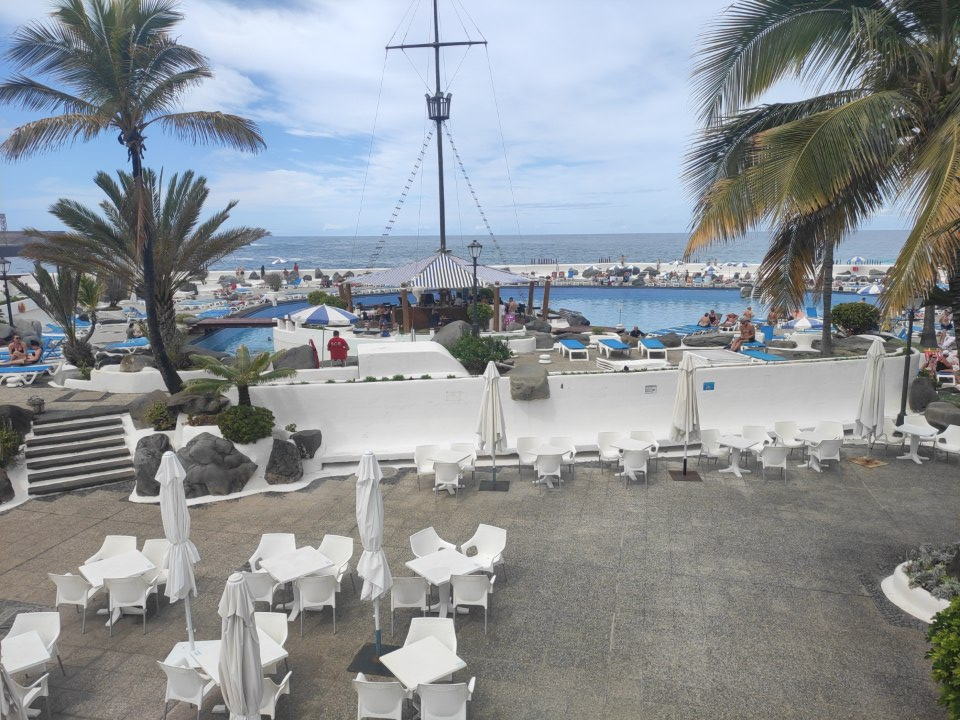
Bar La Isla na umělém ostrůvku
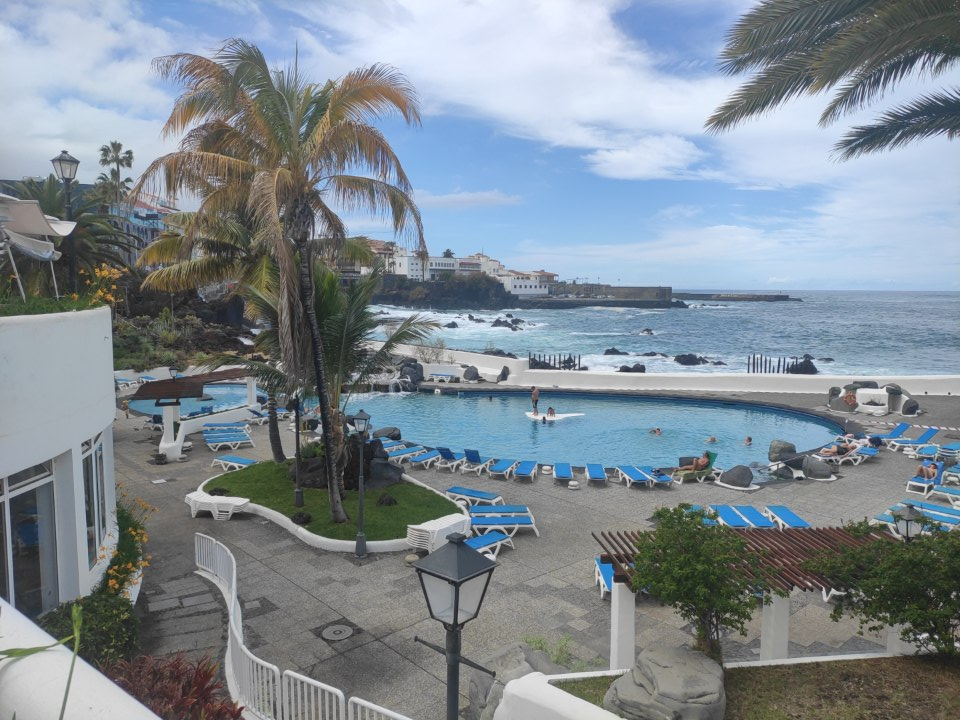
Pohled ze silnice směrem k západu
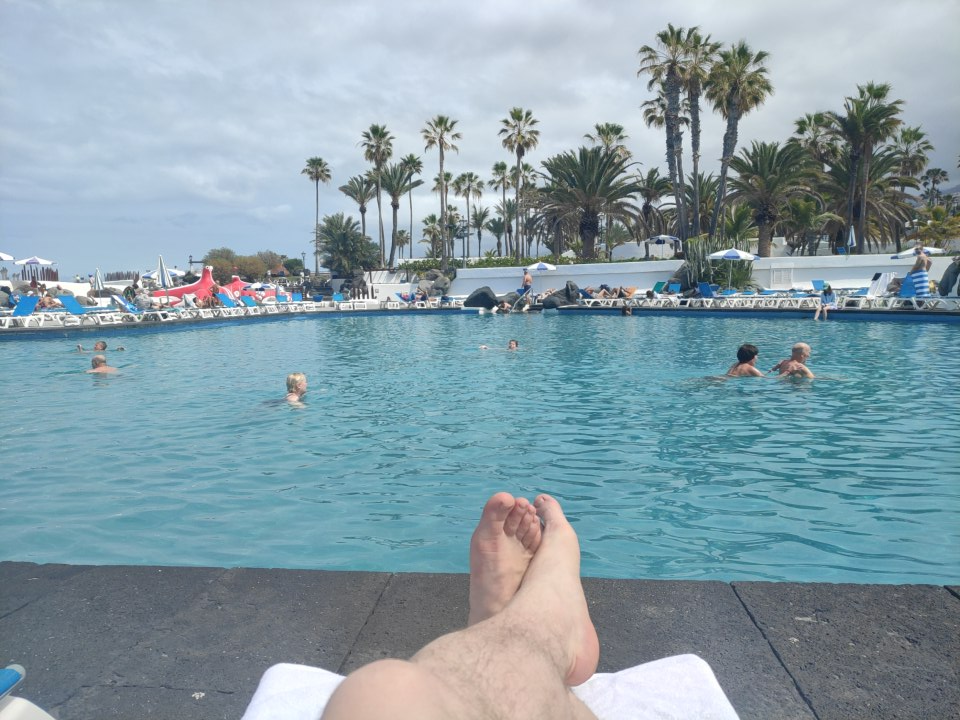
Pohled z lehátka na bazén
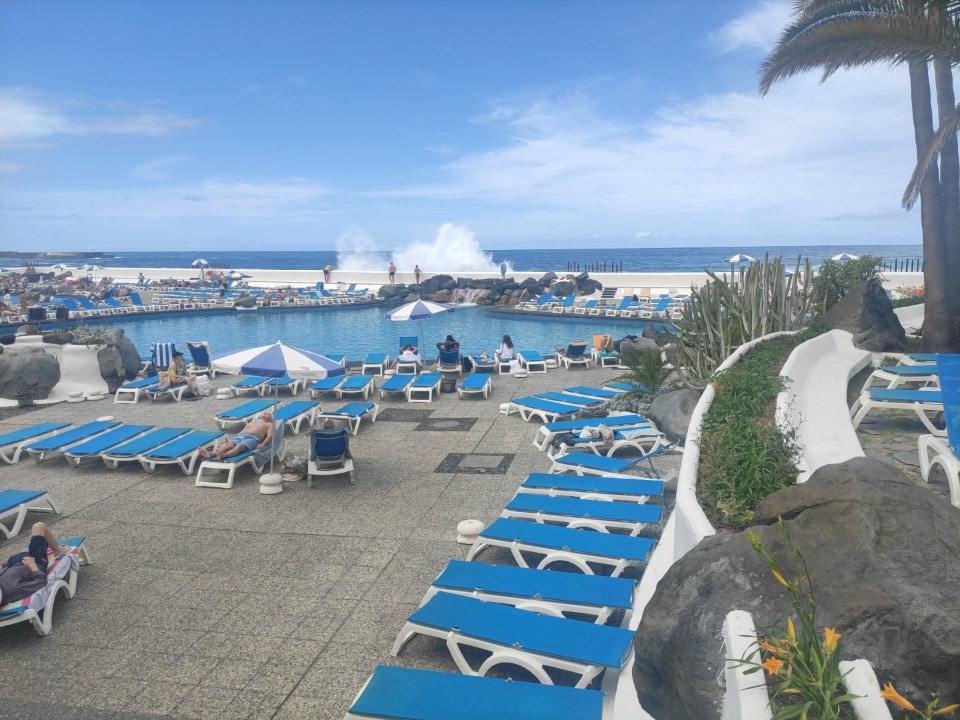
V pozadí mořský příboj
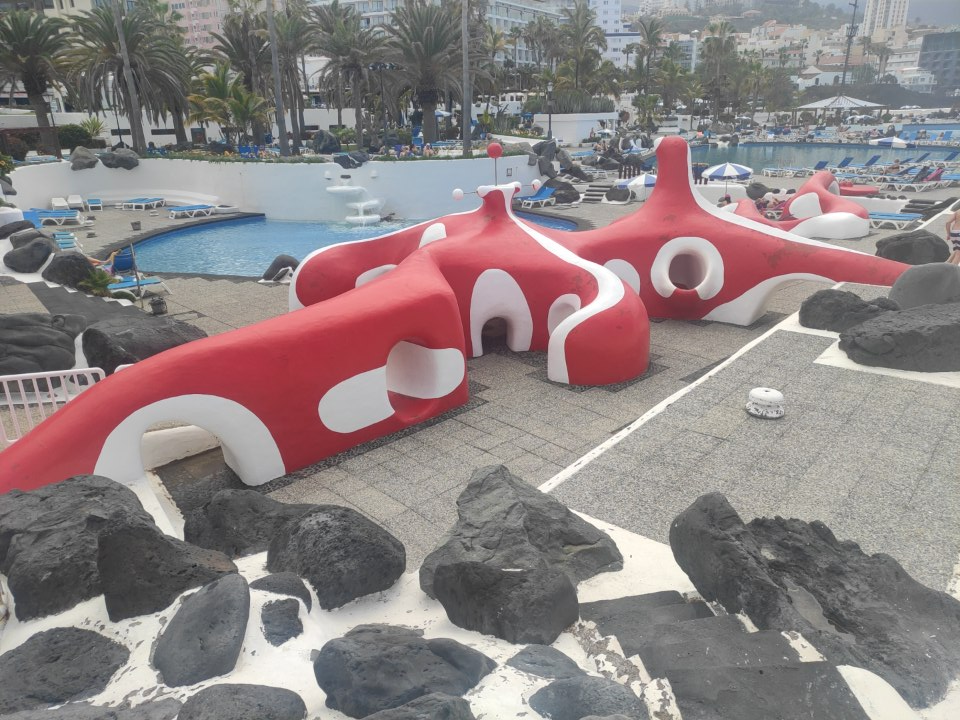
La Jibia
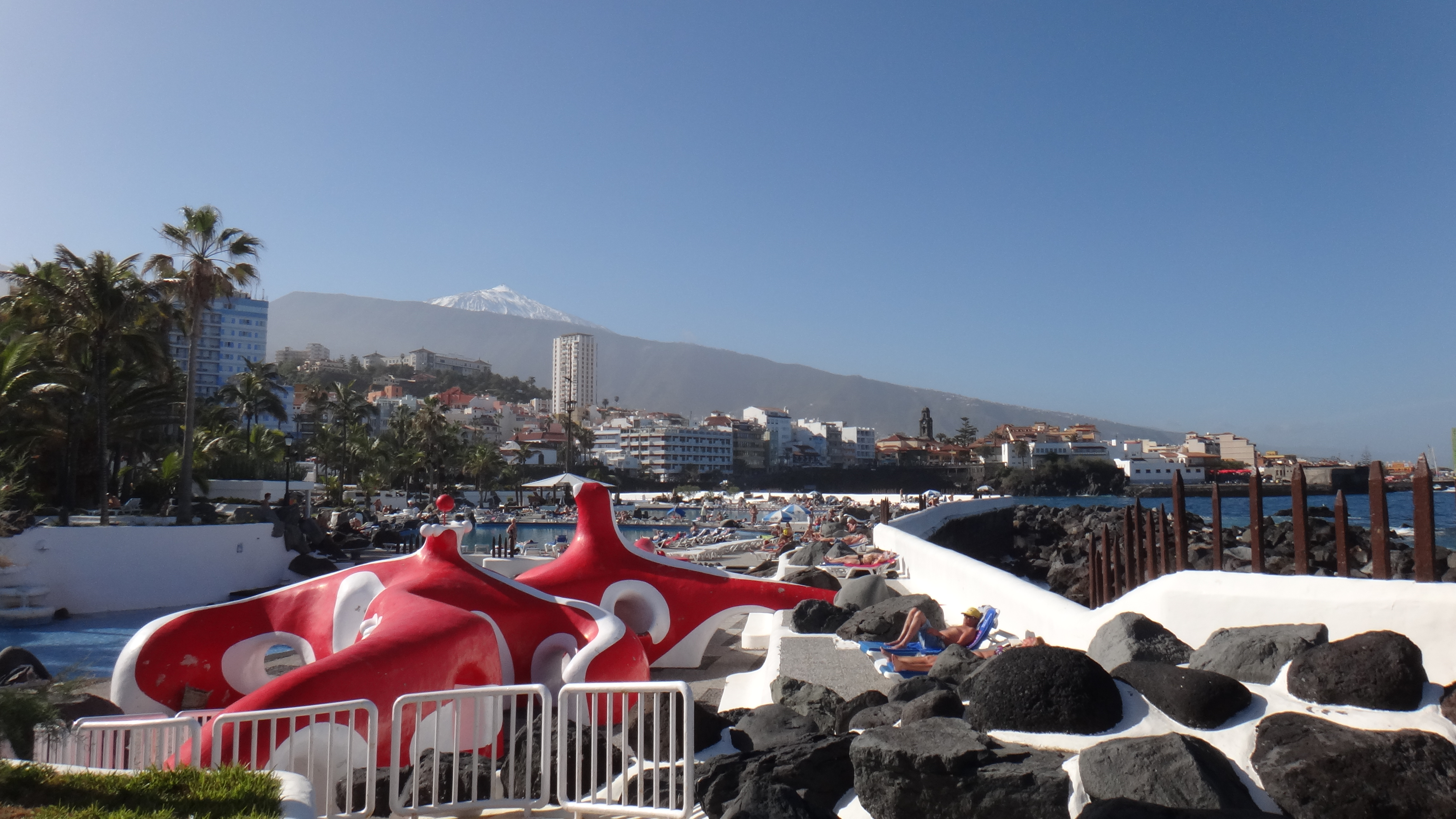
La Jibia na pozadí s Pico del Teide
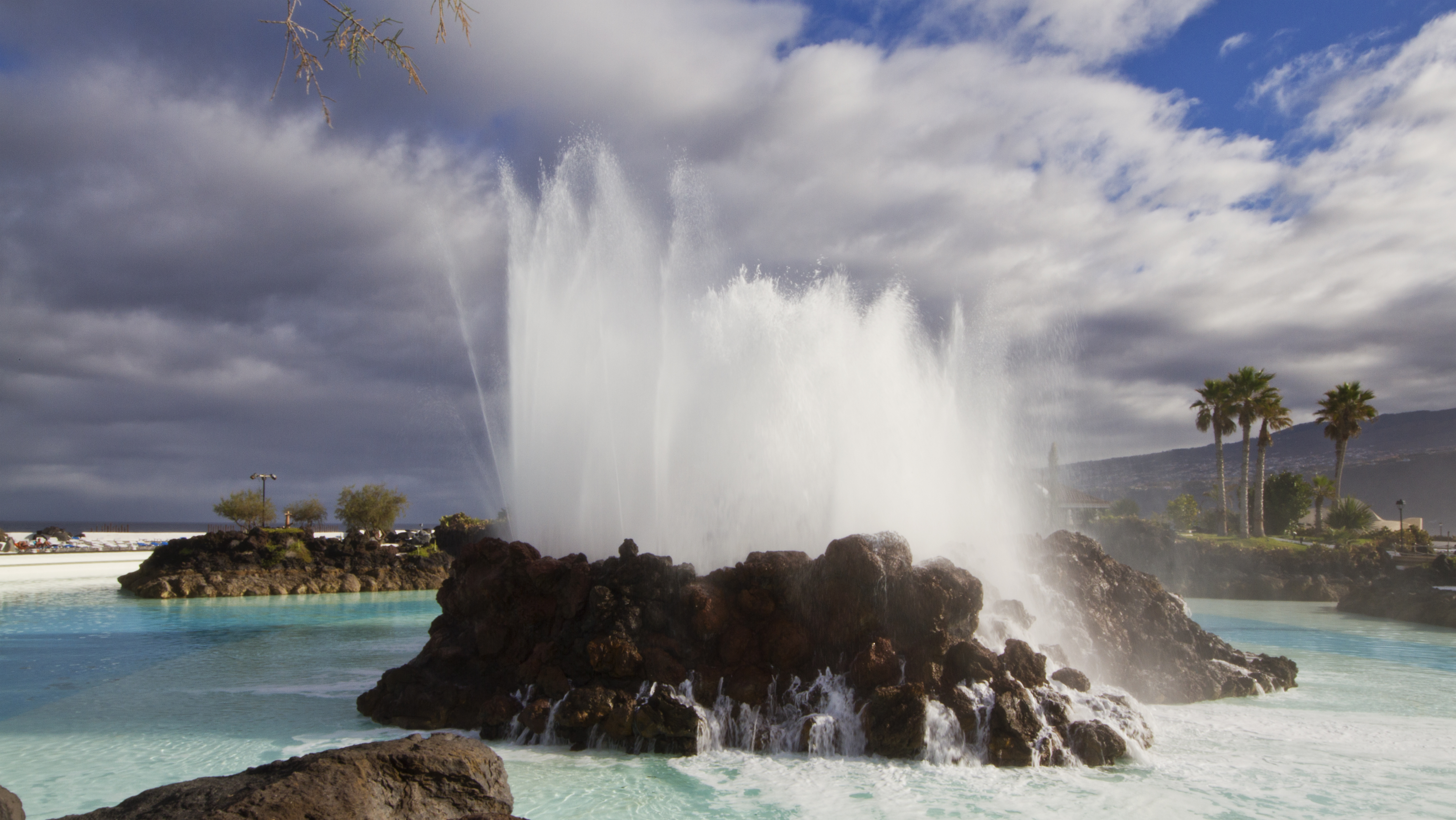
Mořský příboj
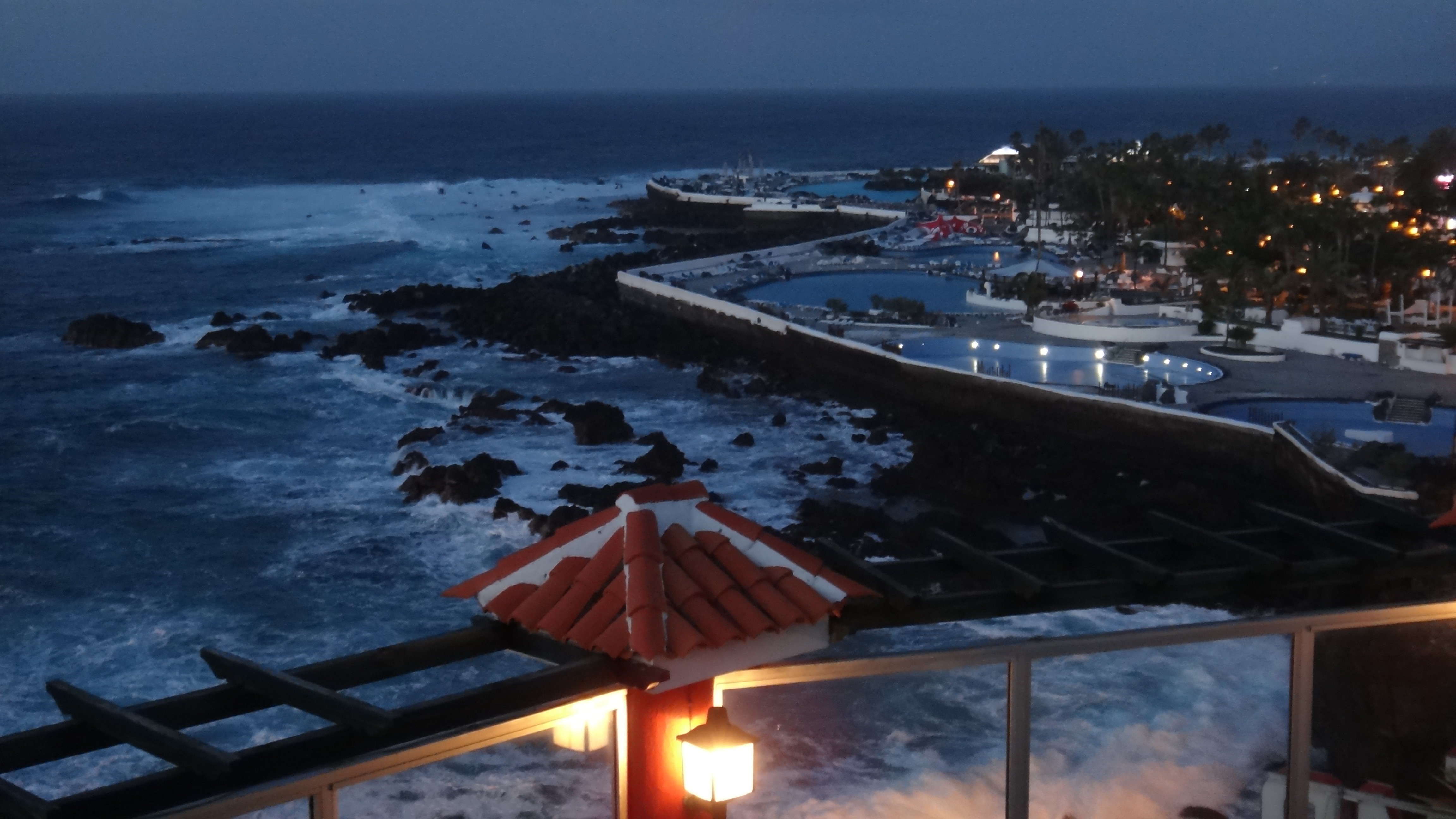
Noční pohled na Lago Martiánez
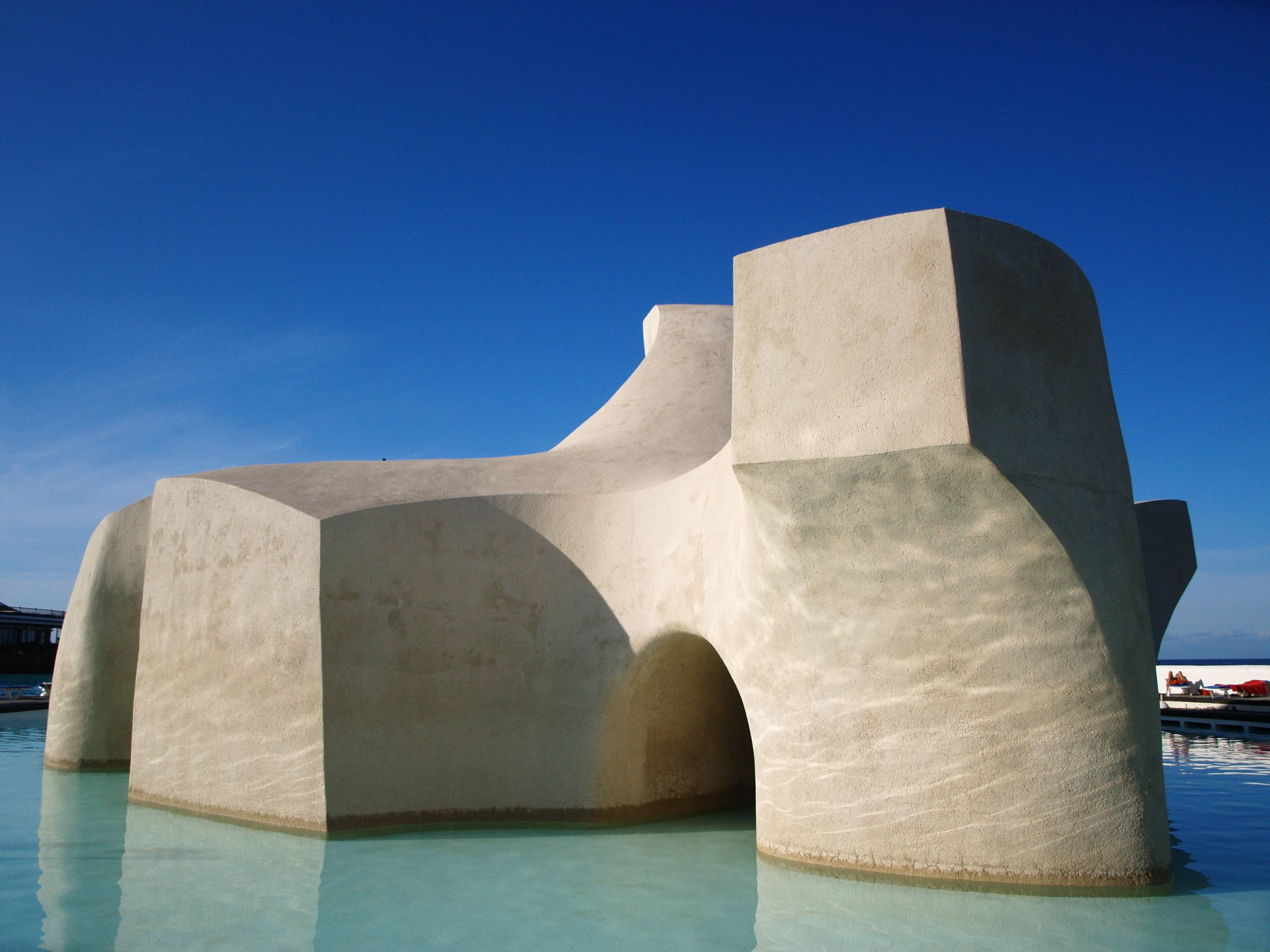
Monumento al Mar
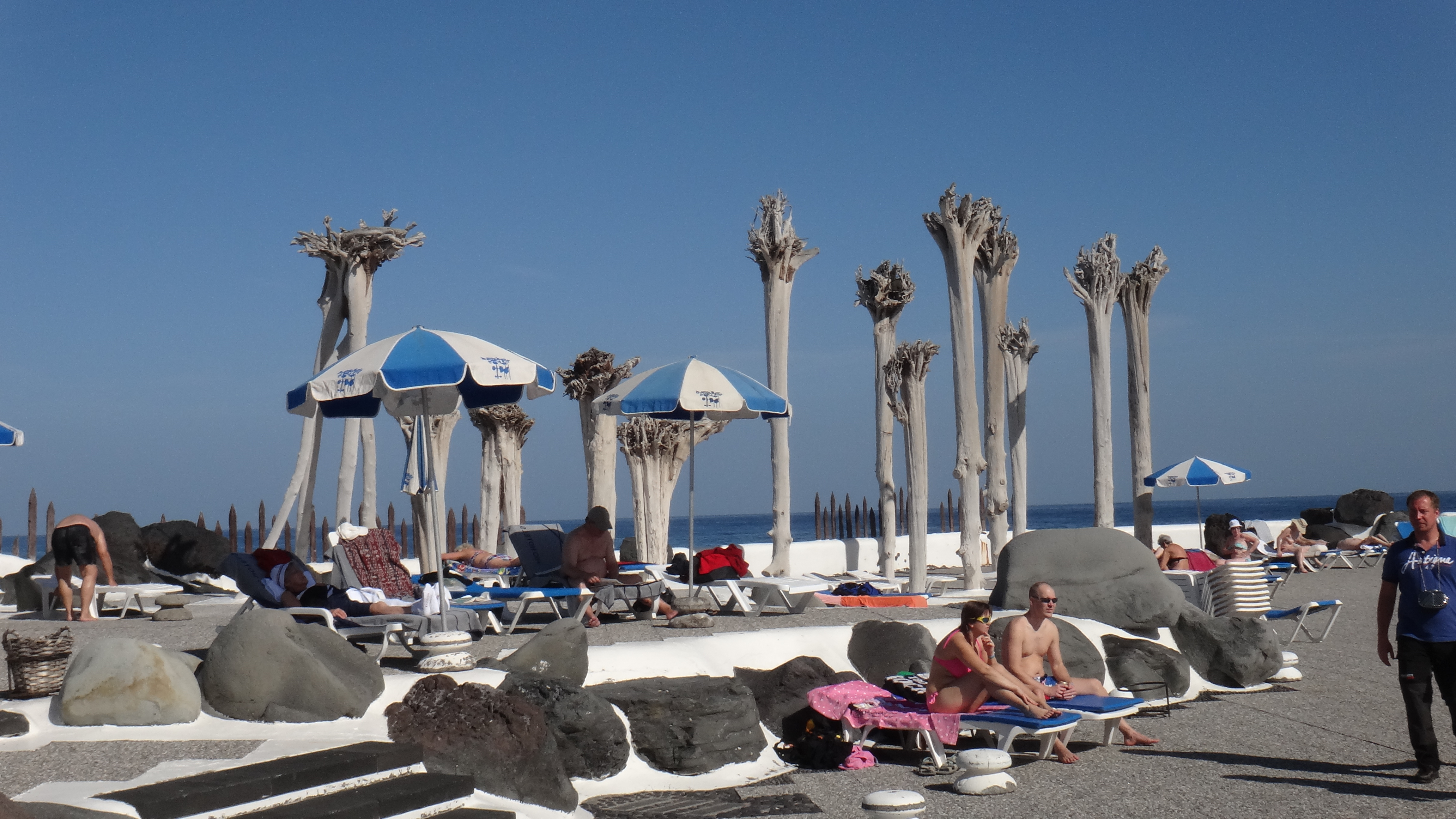
Severní část